# Enclave archéologique de Remedios
 (avril 2016).
L'enclave archéologique de Remedios se trouve dans la commune espagnole de Colmenar Viejo, à environ quatre kilomètres du centre-ville. Elle doit son nom à celui de l'ermitage Nuestra Señora de los Remedios qui se trouve en son centre. À l'intérieur du périmètre ont été retrouvées des traces irréfutables d'occupation depuis l'époque de l'Empire romain, avec même des indices remontant au IIIe millénaire av. J.-C. De nos jours, il s'agit encore d'un lieu de culte de la religion catholique. Les découvertes les plus significatives sont une borne romaine, la nécropole wisigothique, l'ermitage avec ses différentes phases et le portique de l'hôpital pour les pauvres.

## Borne romaine
À l'intérieur de l'édifice, on observe sur un côté un pilier de pierre avec deux types d'inscriptions devenu au VIe siècle un pilier d'autel. Tout d'abord, sur la partie postérieure, six lettres latines forment l’abréviation TER AVC. Il pourrait s'agir d'une borne indiquant les limites qui séparaient deux territoires administratifs à l'époque romaine. La seconde inscription est difficilement déchiffrable et de date inconnue.[réf. nécessaire]

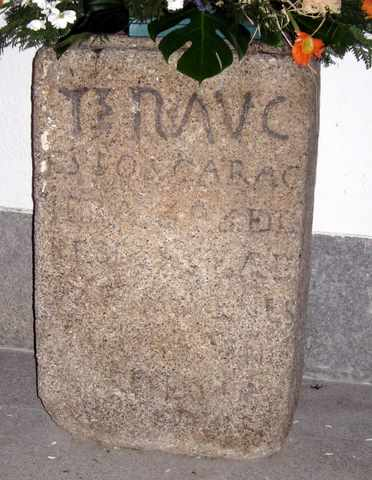
Borne romaine. Utilisée actuellement comme piédestal pour des fleurs à l'intérieur de l'ermitage

## Nécropole wisigothique
La nécropole de Remedios, située juste à côté de l'ermitage, comprend plusieurs sépultures avec une singularité, puisque certaines d'entre elles ont été réutilisées pour ensevelir deux, parfois trois dépouilles. Le mobilier funéraire mis au jour est très similaire à celui de la Fuente del Moro, un autre site à proximité, avec notamment une petite jarre avec deux bandes de six lignes incisées. Le site a été muséifié en 2003 pour faciliter sa visite et son interprétation, le positionnant ainsi comme le « premier site visitable de la Communauté de Madrid. »[réf. nécessaire]

## Ermitage
L'actuelle ermitage est bâti sur les vestiges quasi avérés de lieux de culte antérieurs.[réf. nécessaire] Il est en grande partie issu de travaux d'agrandissement menés en 1969. La chapelle remonte au XIVe siècle, la sacristie au XVIIe avec un remaniement au XVIIIe siècle.

## Portique de l'hôpital pour les pauvres
Devant la porte d'accès à l'ermitage se trouve un portique isolé, amené depuis le centre-ville dans les années 1940, et ayant appartenu à l'ancien Hôpital pour les pauvres de Colmenar Viejo (XVIe siècle).